# ビビる大木のオールナイトニッポン
ビビる大木のオールナイトニッポンはニッポン放送の深夜放送・オールナイトニッポンの水曜日で元ビビるのビビる大木がパーソナリティを担当したラジオ番組である。2004年10月6日～2005年3月23日に放送された。

## 放送時間
- 水曜1部 深夜1:00-3:00（ニッポン放送をキーステーションに全国36局ネット）
- 2005年10月22日 土曜R 深夜3:00-4:30
- 2013年11月8日 金曜GOLD 22:00-23:30
- 2015年1月22日 木曜GOLD 22:00-23:54
- 2023年3月4日 土曜Premium 19:00-21:00

## 概要
- 1999年10月、土曜日の『U-turnの@llnightnippon.com』内の「ビビるの芸能界ビビリまくり!!」という10分番組でスタート。半年で「ビビるのIt's Show Time!」に改名。
- 2000年10月～2001年9月、オールナイトニッポンRで木曜27:00 - 28:30を担当。大木は「日本童貞党」を立ち上げる。
- 2001年10月～2002年9月、『ビビるの@llnightnippon.com』（金曜25:00 - 27:00）として放送していたが、2002年4月末でビビるが解散、大木一人の放送になる。この際は「大木淳」名義での出演。
- 2002年10月～2003年3月、ネプチューンの堀内健とコンビを組み、「堀内健とビビる大木のallnightnippon SUPER FRIDAY!」を放送。
- 2003年4月～2004年3月、「堀内健とビビる大木のオールナイトニッポン」を放送。
- 2004年10月6日、ナイターオフシーズンで本放送開始。番組内で2005年3月での放送終了がすでに決定していると発表した。
- 2005年3月12日、ニッポン放送イマジンスタジオにて「ビビる大木のオールナイトニッポンファン感謝デー！」を開催
- 2005年3月23日、明石家さんまをゲストに迎えての最終回。さんま自身にとって「オールナイトニッポン」の出演は25年ぶりで、CM明けジングルも過去のジングルを使用した。また、さんまの喋りが盛り上がりすぎて、曲は1曲程度しかかからなかった。
- 2005年3月30日より、松浦亜弥がパーソナリティをつとめる「松浦亜弥のオールナイトニッポン」が後番組としてスタート。
- 2005年10月22日（23日未明）にオールナイトニッポンR スペシャルナイトで一夜限りの復活。深夜3時～4時30分にもかかわらず生放送で放送。

## 番組の特徴
- オープニングでは主に野球情報から入る（「しだるま野球情報!」、「しだるまキャンプ情報！」等）。また初っ端から、「楽天・紀藤が自由契約になりました!」と入った回もあった。それに対して、あるリスナーは「誰が自由契約なったか」を頼まれてもいないのにメールで送って来ていた。これは後に「今週の自由契約」というひとつのコーナーに発展した。本人曰く「誰がどうなったのか非常に気になるけど、自由契約の話をすると暗くなるね」とも。結局、プロ野球の開幕前に番組が終了し、「開幕より先に番組から自由契約を受けました」とネタにした。
- また、場所中は相撲情報も伝えていた。放送当時新入幕だった稀勢の里寛に注目していると発言していた。
- オープニングでは「真ん中もっこり水曜日、真ん中じんわり、第○○回ビビる大木のオールナイトニッポン!」と毎回タイトルコールしていた。
- 後期には、タイトルコール・オープニングトーク後のその日の1曲目には主にヘビーメタルを流していた。そして、それに対する反響としてリスナーから即座にメールが届く事が多かった。
- 曲を流す際には、イントロから歌い出しのギリギリまで喋り続ける。場合によっては、歌と被ることもあった。「それでは歌っていただきましょう。○○（歌手名）の皆さん、張り切ってどうぞ!」と曲紹介をする。

## コーナー
歴代コーナー一覧。

### BIBIYAのBADランキング
春日部に店を構えるレンタルショップの貸し出しランキング最下位の作品のタイトルを募集。

### ネゴロさん引き止め計画
諸事情により辞めようとしているネゴロさんを引き止める一言を募集。

### 出て来いミラクル
UFOを呼んだり、妖精の写真を撮影したり、とんでもぶりが話題になった。妖精写真は東京スポーツにも掲載された。オカルト研究家で作家の山口敏太郎が月一レギュラーで出演している。

### ぐってぃん
人や物、世の中の出来事などに対しての愚痴を募集。

### 未来川柳
近未来に起きそうな出来事を川柳にして募集。

### ベストヒットニッポン
大木のお気に入りの曲を一曲紹介し、流すコーナー。ベストヒットUSAのパロディーで、紹介時のBGMも同じものが使われていた。

### 3年C組ゆうこ先生!
ニッポン放送社員・報道部の宮崎裕子デスクがコーナー出演し、リスナーから　"報道部のゆうこ先生"　に学校の社会の時間に習ったけどいまいちわからない聞いてみたい質問を思い切って聞いていた。

## エピソード
- スタジオにザブングルやクールポコ等後輩芸人が見学に来ていたこともあり、彼らがリスナーに対して人生相談に乗っていた回もあった。
- 最終回の一週前の回では、大木が大ファンであると公言し、それまで番組内で「国仲師匠」と称し度々話題に挙げていた女優・国仲涼子をゲストに迎えた。しかし大木は国仲が来てもお構いなしとばかりに、野球・相撲情報やヘヴィメタルなどのお決まりのコアな展開を繰り広げ、更には大木自らが脚本したラブコメ風のラジオドラマを読ませるなどし、国仲は終始苦笑い気味であった。対照的に、大木は大変満足気であった。
- 最終回では、タイトルコール・オープニングトーク後の1曲目は台本ではおニャン子クラブのじゃあねであったが、お決まりの大木の独断でチープ・トリックがカバーしたデイ・トリッパー（ビートルズ）を流そうとした。ところが流れてきたのはかねてから大木がファンであった浜田省吾からの録音コメントであった。大木は労いの言葉を贈られ、曲は「Midnight Blue Train 2005」が流された。

## スタッフ
- ディレクター：松岡敦司
- 放送作家：杉本

## 代理
- 2004年10月27日 グローバー義和（グローバーのオールナイトニッポンR）